# Faulquemont
Faulquemont – miejscowość i gmina we Francji, w regionie Grand Est, w departamencie Mozela.
Według danych na rok 1990 gminę zamieszkiwały 5432 osoby, a gęstość zaludnienia wynosiła 289 osób/km² (wśród 2335 gmin Lotaryngii Faulquemont plasuje się na 81. miejscu pod względem liczby ludności, natomiast pod względem powierzchni na miejscu 207.).